# أرنولد بومان
أرنولد بومان (بالإنجليزية: Arnold Bauman) هو محامي وقاضي أمريكي، ولد في 25 يوليو 1914 في نيويورك في الولايات المتحدة، وتوفي في 21 نوفمبر 1989 في نيويورك في الولايات المتحدة.